# Honkinen (ö i Kehys-Kainuu, lat 64,15, long 29,30)
Honkinen är en ö i Finland. Den ligger i sjön Ontojärvi och Nurmesjärvi och i kommunen Kuhmo i den ekonomiska regionen  Kehys-Kainuu  och landskapet Kajanaland, i den centrala delen av landet, 500 km nordost om huvudstaden Helsingfors. Öns area är 0,6 hektar och dess största längd är 140 meter i sydöst-nordvästlig riktning.